# Séisme de 1987 à Edgecumbe
Séisme de 1987 à Edgecumbe est un tremblement de terre survenu en Nouvelle-Zélande le 2 mars 1987. La magnitude était de 6,5. Vingt-cinq personnes ont été blessées dans le séisme.